# لولوآ
لولوآ (به لاتین: Lolua) یک منطقهٔ مسکونی در تووالو است که در نانومئا واقع شده‌است. لولوآ ۲۱۵ نفر جمعیت دارد.